# Team 3M

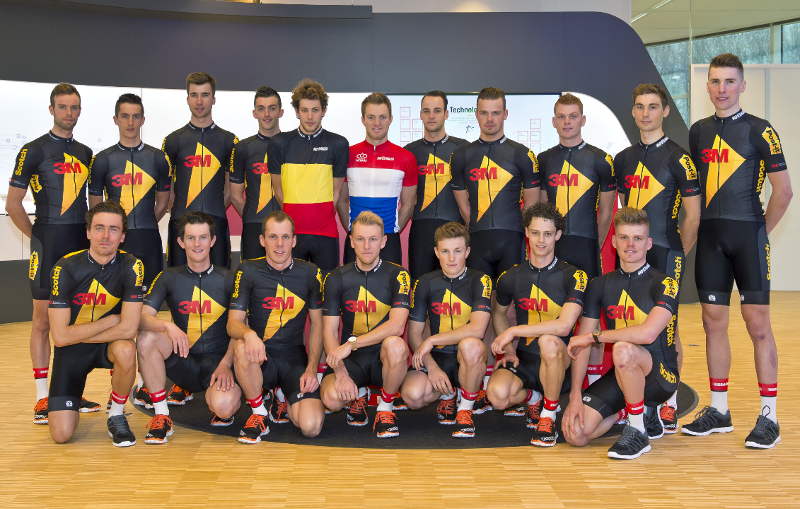
2016

Team3M was een Belgische Wielerploeg gesponsord door de multinational 3M. Het team stond per 1 januari 2013 bij de UCI als ploeg geregistreerd. De technische en sportieve leiding was in handen van Bernard Moerman, Frank Boeckx, Tim Lacroix en  Thierry Fevery. Eind juni 2016 besloot hoofdsponsor 3M het sponsorcontract voor het volgende wielerseizoen niet te verlengen.

## Outfit
In het laatste wielerseizoen kreeg de volledige ploeg in een nieuw jasje als gevolg van de wijzigingen in de huisstijl van hoofdsponsor 3M in het jaar ervoor. Zowel truitje als broek waren volledig zwart, met vooraan een herkenbare gele driehoek en het logo van de hoofdsponsor. Op de achterkant was het truitje van schouder tot onderlichaam voornamelijk geel gekleurd in een verzameling onregelmatige kleine driehoeken in verschillende tinten.

## Selectie 2016
| Naam               | Geboortedatum     | Nationaliteit | Ploeg 2015                                    |
| ------------------ | ----------------- | ------------- | --------------------------------------------- |
| Edwig Cammaerts    | 17 juli 1987      | België        | Veranclassic-Ekoi                             |
| Jaap de Man        | 28 maart 1993     | Nederland     |                                               |
| Gertjan De Vos     | 7 augustus 1991   | België        |                                               |
| Martijn Degreve    | 14 april 1993     | België        |                                               |
| Laurent Evrard     | 22 september 1991 | België        | Wallonie-Bruxelles                            |
| Jelle Goderis      | 24 maart 1991     | België        | Veranclassic-Ekoi                             |
| Piotr Havik        | 7 juli 1991       | Nederland     | Rabobank Development Team                     |
| Yoeri Havik        | 19 februari 1991  | Nederland     | SEG Racing                                    |
| Jimmy Janssens     | 30 mei 1989       | België        |                                               |
| Dick Janssens      | 01 augustus 1994  | Nederland     | De Jonge Renner                               |
| Jerôme Kerf        | 1 september 1991  | België        | Vérandas Willems                              |
| Christophe Sleurs  | 25 juni 1990      | België        |                                               |
| Ricardo van Dongen | 18 juni 1994      | Nederland     | SEG Racing                                    |
| Bob Schoonbroodt   | 12 februari 1991  | Nederland     | Parkhotel Valkenburg Continental Cycling Team |
| Emiel Vermeulen    | 16 februari 1993  | België        |                                               |
| Michael Vingerling | 28 juni 1990      | Nederland     |                                               |
| Kenny Willems      | 27 oktober 1993   | België        | Rock Werchter Toekomstvrienden Cycling Team   |
| Melvin Van Zijl    | 10 december 1991  | België        |                                               |